# Bádenas
Bádenas è un comune spagnolo di 25 abitanti situato nella comunità autonoma dell'Aragona.

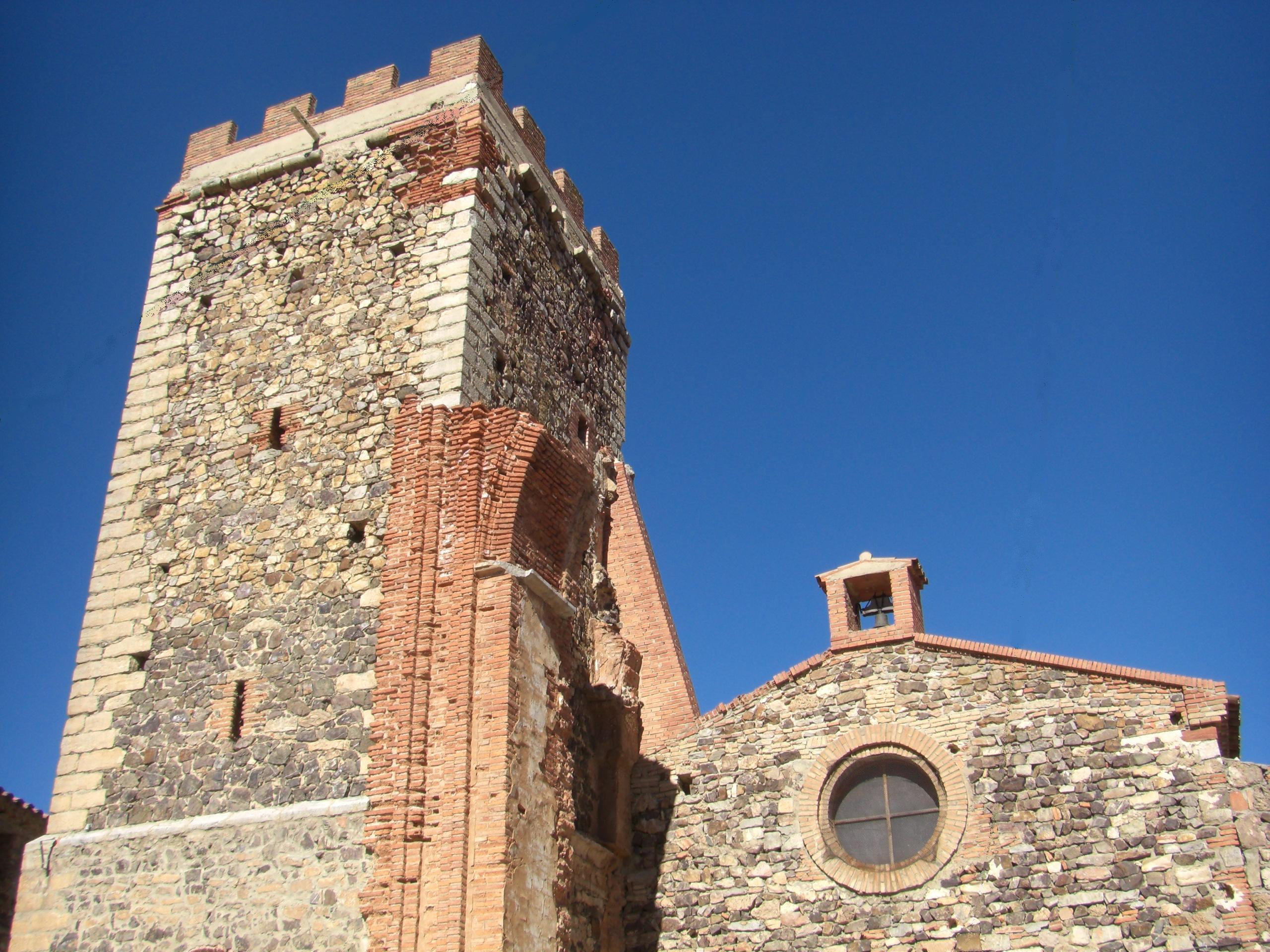
Torre de la Iglesias